# Sydamerikanska mästerskapet i volleyboll för damer 2003
Sydamerikanska mästerskapet 2003 i volleyboll för damer spelades 4 till 6 september 2003 a Bogota, Colombia. Det var den 25:e upplagan av tävlingen och fyra landslag från CSV:s medlemsförbund deltog. Brasilien vann tävlingen för 13:e gången (5:e i rad).

## Turneringen

### Resultat
| Datum            | Mellan                | Resultat | Set   | Set   | Set   | Set   | Set   | Poäng totalt | Speltid | Åskådare |
| Datum            | Mellan                | Resultat | 1     | 2     | 3     | 4     | 5     | Poäng totalt | Speltid | Åskådare |
| ---------------- | --------------------- | -------- | ----- | ----- | ----- | ----- | ----- | ------------ | ------- | -------- |
| 4 september 2003 | Argentina - Peru      | 3 - 2    | 25:27 | 28:26 | 21:25 | 25:20 | 15:13 | 114 - 112    | -       | -        |
| 4 september 2003 | Brasilien - Colombia  | 3 - 0    | 25:15 | 25:11 | 25:9  |       |       | 75 - 34      | -       | -        |
| 5 september 2003 | Brasilien - Peru      | 3 - 0    | 26:24 | 25:14 | 25:6  |       |       | 76 - 44      | -       | -        |
| 5 september 2003 | Argentina - Colombia  | 3 - 1    | 25:15 | 25:23 | 23:25 | 25:14 |       | 98 - 87      | -       | -        |
| 6 september 2003 | Peru - Colombia       | 3 - 1    | 25:16 | 24:26 | 25:16 | 25:13 |       | 99 - 71      | -       | -        |
| 6 september 2003 | Brasilien - Argentina | 3 - 0    | 25:17 | 25:13 | 25:13 |       |       | 75 - 43      | -       | -        |

### Sluttabell
| Pos | Landslag  | Poäng | Matcher | Matcher | Matcher   | Set   | Set       | Kvot  | Poäng | Poäng     | Kvot  |
| Pos | Landslag  | Poäng | Spelade | Vunna   | Förlorade | Vunna | Förlorade | Kvot  | Vunna | Förlorade | Kvot  |
| --- | --------- | ----- | ------- | ------- | --------- | ----- | --------- | ----- | ----- | --------- | ----- |
| 1   | Brasilien | 6     | 3       | 3       | 0         | 9     | 0         | MAX   | 226   | 212       | 1.867 |
| 2   | Argentina | 5     | 3       | 2       | 1         | 6     | 6         | 1.000 | 255   | 274       | 0.930 |
| 3   | Peru      | 4     | 3       | 1       | 2         | 5     | 7         | 0.714 | 255   | 261       | 0.977 |
| 4   | Colombia  | 3     | 3       | 0       | 3         | 2     | 9         | 0.222 | 191   | 272       | 0.702 |

## Slutplaceringar
| Sluttabell | Lag       |
| ---------- | --------- |
|            | Brasilien |
|            | Argentina |
|            | Peru      |
| 4          | Colombia  |